# John Vane, 11. Baron Barnard
Henry John Neville Vane, 11. Baron Barnard, TD, JP, DL, (* 21. September 1923; † 3. April 2016) war ein britischer Peer und Politiker (Crossbencher).

## Leben
John Vane, 11. Baron Barnard wurde als Sohn von Christopher Vane, 10. Baron Barnard (1888–1964) und dessen Ehefrau Sylvia Mary Straker († 1993) geboren. Er besuchte das Eton College in Berkshire und studierte an der University of Durham, wo er mit einem Master of Science abschloss.
1942 trat er in die Royal Air Force (Volunteer Reserve) ein, wo er 1945 Navigationsoffizier (Flight Officer) wurde; in der Royal Air Force diente er von 1942 bis 1946. 1948 wurde er Lieutenant bei den Northumberland Hussars (Territorial Army). Bis 1966 war er Offizier bei den Northumberland Hussars; von 1964 bis 1966 war er dort als Lieutenant Colonel der kommandierende Offizier.
Vanes politische Karriere begann in der Kommunalpolitik. Von 1952 bis 1961 war er Kreisrat (County Councillor) im Grafschaftsrat (County Council) des County Durham. Von 1956 bis 1970 war er Deputy Lieutenant des County Durham. 1960 wurde er mit der Territorial-Decoration-Medaille ausgezeichnet, 1961 wurde er Friedensrichter (Justice of the Peace) für das County Durham. Von 1970 bis 1988 war er schließlich Lord Lieutenant des County Durham.
Vane unterstützte zahlreiche lokale Organisationen, unter anderem die Staindrop Scouts, das Teesdale and Weardale Search and Mountain Rescue Team und die Scarth Hall in Staindrop. Er war weiters Schirmherr (Patron) der Upper Teesdale Agricultural Support Services (UTASS). Von 1963 bis 1965 war er Joint Master der Zetland Hunt.

## Mitgliedschaft im House of Lords
Mit dem Tod seines Vaters am 19. Oktober 1964 erbte Vane den Titel des Baron Barnard und den damals damit verbundenen Sitz im House of Lords. Im House of Lords saß er als Crossbencher. Im Hansard sind zwei Wortbeiträge von ihm aus den Jahren 1966 und 1971 dokumentiert. Seine Antrittsrede hielt er am 8. März 1966 im Rahmen einer Debatte zur Verteidigungspolitik und zur Territorialarmee. Seine weitere Wortmeldung im Februar 1971 erfolgte in einer Debatte zur Landwirtschaft. Am 28. Oktober 1992 legte er zu Beginn der Sitzungsperiode 1992/93 formell den Amtseid als Mitglied des House of Lords ab.
In der Sitzungsperiode 1997/98 war er an 12 Tagen anwesend. Er war bis 11. November 1999 Mitglied des House of Lords. Seine Mitgliedschaft endete durch den House of Lords Act 1999.

## Privates
Am 8. Oktober 1952 heiratete er Lady Davina Mary Cecil (* 1931), die Tochter von David Cecil, 6. Marquess of Exeter, in der St Margaret’s Church in Westminster. Aus der Ehe gingen fünf Kinder hervor, ein Sohn und vier Töchter. Die Ehe wurde 1992 geschieden.
Vane starb am 3. April 2016 im Alter von 92 Jahren im Kreise seiner Familie auf dem Familienanwesen Raby Castle in der Nähe von Staindrop im County Durham. Er gehörte der Kirchengemeinde der St. Mary’s Church in Staindrop an. Die private Beisetzungsfeier fand am 9. April 2016 in der Kapelle von Raby Castle statt. Ein späterer Gedenkgottesdienst folgt in der St. Mary’s Church in Staindrop. Titelerbe ist sein einziger Sohn Henry Francis Cecil Vane als 12. Baron Barnard.